# 山田勇 (経済学者)
山田 勇（やまだ いさむ、1909年8月12日 - 1986年4月26日）は、日本の経済学者・統計学者。学位は、経済学博士（一橋大学・1961年）。1973年一橋大学名誉教授。1975年日本統計学会会長。国民経済計算、産業連関分析など計量経済学分野の研究で知られる。著書に『経済通論』・『産業連関の理論と計測』など、論文多数。訳書にW.J.ボーモル『経済動学序説』（共訳）・J.E.ミード『経済成長の理論』（監訳）など。
名古屋大学の北川一雄教授とともに名古屋高等商業学校が産んだ逸材の双璧とされた。指導学生に山澤逸平（一橋大学名誉教授）、島久代（千葉大学名誉教授）など。

## 主な経歴

### 戦前
- 愛知県出身[5]。
- 名古屋商業学校（現名古屋市立名古屋商業高等学校）卒業[6]。
- 1928年3月 名古屋高等商業学校（現名古屋大学経済学部）卒業[7]。
- 1939年4月 横浜専門学校教授[7]。
- 1940年6月 東京商科大学東亜経済研究所研究員、1941年2月同大学助手、1942年10月同大学助教授[7]。
- 1941年12月の太平洋戦争開戦後、東亜経済研究所は南方軍政への協力を自主的に具申[8]。1942年12月18日、南方総軍調査部に配属され、赤松要、板垣與一らと共にシンガポール（当時の昭南特別市）に赴任[8]。
- 1944年4月、マラヤ軍政監部調査部に転属[9]。1年間かけてマラッカ・シンガポール・ペナンで民族別の家計調査を実施し[10]、また小田橋貞寿らとともにヌグリ・スンビラン州で農村調査を実施した[11]。
- 1945年4月頃から昭南特別市の疎開本部長を務めた[12][13]。

### 戦後
- 1945年より、日本統計学会理事、評議員[7]。
- 1950年より1968年まで、日本計量経済学会理事[14][15][16]。
- 1950年6月 一橋大学教授、同大学経済研究所勤務[7]。1951年2月から、ソーシャル・アカウンティング（国民経済計算）研究のため3ヵ月間米国へ出張[7]。
- 1961年11月 「産業連関分析の理論および計測」[17]で一橋大学より経済学博士の学位を取得[7]。
- 1967年 同大学経済研究所長、同大学評議員[7]。同年2月より同大学経済研究所日本経済統計文献センター長[7]。
- 1973年4月 南山大学経済学部教授[7]。
- 1974年4月 亜細亜大学経済学部教授[7][18]。
- 1975年1月 日本統計学会会長[7]。
- 1986年3月、亜細亜大学教授辞職、同年4月26日に死去[19]。

## 栄典
- 1973年4月 一橋大学名誉教授[7]。

## 著作物

### 著書・編著・共編著
- 山田, 勇『東亜農業生産指数の研究‐内地・朝鮮・台湾の部』1号、日本評論社〈東京商科大学東亜経済研究所叢書〉、1942年。NDLJP:1716696。[20]
- 山田, 勇、江見, 康一『経済通論』春秋社、1951年。NDLJP:3009249。[19][20]
- 山田, 勇『産業連関の理論と計測』勁草書房、1961年。NDLJP:3010749。[21][20]
- 山田, 勇、ほか『例解経済学』白桃書房、1963年。NDLJP:3009240。[20]

### 訳書
- ホーヴェルモー, T. 著、山田勇 訳、山田勇 編『計量経済学の確率的接近法』岩波書店、1955年。NDLJP:3007656。[20]
- ボーモル, ウィリアム・J 著、山田勇・藤井栄一 訳『経済動学序説』東洋経済新報社、1956年。NDLJP:3008566。[20]
- レオンチェフ, W.W. 著、山田勇・家本秀太郎 訳『アメリカ経済の構造‐産業連関分析の理論と実際』東洋経済新報社、1969年。NDLJP:3024480。[20]
- ミード, J.E. 著、山田勇監 訳『経済成長の理論』ダイヤモンド社、1964年。NDLJP:3008098。[22][20]

### 論文
- 論文多数[20]。

## 関連文献
- 故山田勇先生追想文集編集世話人会『理論と計量に徹して‐山田勇先生追想文集』論創社、1987年4月。 NCID BN05592015。